# 日和が丘
日和が丘（ひよりがおか）は、宮城県石巻市にある町丁であり、旧石巻市門脇字日和山東・字日和山中・字海門寺前・字村境・字山の各一部に相当する。日和が丘一丁目から日和が丘四丁目までを擁する。郵便番号は986-0833。住民基本台帳に基づく人口は1,342人、世帯数は693世帯（2025年4月30日現在）。

## 地理
石巻市の中央部に位置しており、南は門脇町や南光町と、北は泉町や中央と接している。

### 地価
国土交通省によると2020年（令和2年）7月1日時点での日和が丘1丁目24番1外での地価は38,700円/m2であった。

## 歴史
古くは旧石巻市役所（日和が丘1-1-1）が所在しており、市の機関が集中していた。

### 町名の変遷
住居表示による町名の変遷は以下の通りである。
| 実施後         | 実施年月日   | 実施前（特記なければ各町・字ともその一部） | 実施前（特記なければ各町・字ともその一部） |
| 町丁           | 実施年月日   | 大字                                       | 小字                                       |
| -------------- | ------------ | ------------------------------------------ | ------------------------------------------ |
| 日和が丘一丁目 | 1966年5月1日 | 門脇                                       | 字日和山東、字日和山中、字海門寺前、字村境 |
| 日和が丘二丁目 | 1966年5月1日 | 門脇                                       | 字日和山東、日和山中                       |
| 日和が丘三丁目 | 1966年5月1日 | 門脇                                       | 字日和山中、字山                           |
| 日和が丘四丁目 | 1966年5月1日 | 門脇                                       | 字日和山中、字山                           |

## 施設
- 石巻市立桜坂高等学校
- 石巻中央公民館
- 日和山
- 鹿島御児神社
- 石巻神社
- 好日山海門寺

## 交通

### 鉄道
域内に鉄道はないが、最寄駅はJR石巻駅である。

### その他
- 山の手地区組合タクシー（予約制）[9][10]

## 小・中学校の学区
小・中学校の学区は以下の通りとなる。
| 町丁     | 字・番地 | 小学校             | 中学校             |
| -------- | -------- | ------------------ | ------------------ |
| 日和が丘 | 全域     | 石巻市立石巻小学校 | 石巻市立石巻中学校 |

## 人口
2025年（令和7年）4月30日現在の世帯数と人口は以下の通りである。
| 町丁           | 世帯    | 人口    |
| -------------- | ------- | ------- |
| 日和が丘一丁目 | 245世帯 | 467人   |
| 日和が丘二丁目 | 130世帯 | 265人   |
| 日和が丘三丁目 | 161世帯 | 315人   |
| 日和が丘四丁目 | 157世帯 | 295人   |
| 計             | 693世帯 | 1,342人 |

## 東日本大震災
東日本大地震の際、門脇・南浜町方面からの避難者が続出したほか、日和が丘での東日本大震災の震度は概ね6弱であったと推測され、浸水被害はなかったが、域内の犠牲者は15人であった。また、域内の世代・男女別の犠牲者・死亡率は以下の通りである。
| 世代と性別 | 犠牲者（人） | 死亡率 | 当時の人口 |
| ---------- | ------------ | ------ | ---------- |
| 男性       | 8            | 1.10%  | 727        |
| 女性       | 4            | 0.46%  | 861        |
| 15歳未満   | 0            | 0.00%  | 156        |
| 15-64歳    | 8            | 0.96%  | 834        |
| 65歳以上   | 4            | 0.67%  | 595        |
| 合計       | 12           | 0.76%  | 1588       |